# 非凸大斜方截半二十面體
在幾何學中，非凸大斜方截半二十面體是一種非凸均勻多面體，由62個面、120條邊和60個頂點組成，其索引為U67，對偶多面體為大鳶形六十面體，具有二十面體群對稱性，可以視為大十二面截半二十面體的刻面多面體。在施萊夫利符號中，非凸大斜方截半二十面體可以表示為t0,2{5⁄3,3}或{\displaystyle r^{\prime }{\begin{Bmatrix}3\\{\tfrac {5}{2}}\end{Bmatrix}}}:162，在考克斯特—迪肯符号中可以表示為，在威佐夫記號中可以表示為3 5⁄3 | 2。
非凸大斜方截半二十面體與小斜方截半二十面体拓樸同構，其骨架圖在拓樸學上是等價的。
這個多面體與凸大斜方截半二十面体同名。

## 性質
非凸大斜方截半二十面體共有62個面、120條邊和60個頂點。在其62個面中，有20個正三角形、30個正方形和12個正五角星:134，在這些面中，共有12個非凸面和12個自相交面。若排除互相相交與自相交面，作為一個簡單多面體則其外部面共有980個。
非凸大斜方截半二十面體的歐拉示性數為：
V-E+F = 60 - 120 + (20+12+30) = 2
因此這個多面體同胚於球體。
其60個頂點每個頂點都是2個正方形、一個五角星和一個正三角形的公共頂點，並依照五角星、正方形、三角形、正方形的順序在頂點周圍來列，並形成了一個交叉四邊形，在頂點圖中，這樣的頂角可以用[5/3,4,3,4]或來表示

### 二面角
非凸大斜方截半二十面體有兩種二面角，分別為正方形面與三角形面的二面角以及正方形與五角星的二面角。
正方形與三角形的二面角約為69度：
{\displaystyle \arccos \left({\frac {{\sqrt {15}}-{\sqrt {3}}}{6}}\right)\approx 1.205932498681\approx 69.094842552^{\circ }}
正方形與五角星的二面角約為58.28度或視為反向相接的301.71747度：
{\displaystyle \arccos \left({\frac {\sqrt {10\left(5-{\sqrt {5}}\right)}}{10}}\right)\approx 1.01722196789785\approx 58.282526^{\circ }}

### 尺寸
若非凸大斜方截半二十面體的邊長為單位長，則其外接球半徑為：:1250
{\displaystyle R={\frac {\sqrt {11-4{\sqrt {5}}}}{2}}}

### 分類
非凸大斜方截半二十面體的頂點圖為交叉梯形且具備點可遞的特性，同時，其存在自相交的面，因此非凸大斜方截半二十面體是一種自相交擬擬正多面體（Self-Intersecting Quasi-Quasi-Regular Polyhedra）。自相交擬擬正多面體一共有12種，除了小雙三角十二面截半二十面體外，其餘由阿爾伯特·巴杜羅（Albert Badoureau）於1881年發現並描述。
| 小立方立方八面體       | 大立方截半立方體           | 非凸大斜方截半立方體       | 小十二面截半二十面體   |
| 大十二面截半二十面體   | 小雙三角十二面截半二十面體 | 大雙三角十二面截半二十面體 | 二十面化截半大十二面體 |
| 小二十面化截半二十面體 | 大二十面化截半二十面體     | 斜方截半大十二面體         | 非凸大斜方截半二十面體 |

## 相關多面體
非凸大斜方截半二十面體與截角大十二面體以及6和12複合五角柱共用相同的頂點佈局。同時，其亦與大十二面截半二十面體和大斜方十二面體共用相同的邊佈局。
| 非凸大斜方截半二十面體 | 大十二面截半二十面體 | 大斜方十二面體 |
| 截角大十二面體         | 六複合五角柱         | 十二複合五角柱 |